# وليد وارد
وليد وارد هو حارس نادي التضامن الكويتي كان قبل سنتين الحارس الثاني للفريق بعد الحارس خالد الرشيدي الذي انتقل إلى الدوري السلوفاكي وقد برز الحارس وليد وارد في موسمة الأول كحارس أساسي للفريق رغم تخوف الكثير من مستواة وهو الآن الحارس الأول لنادي التضامن.